# Campionats del món de ciclisme de muntanya en marató
Els Campionats del Món de ciclisme de muntanya en marató són la màxima competició internacional de la modalitat de marató en ciclisme de muntanya. Estan organitzats per la Unió Ciclista Internacional des del 2003 i es disputen de manera independent dels Campionats del Món de ciclisme de muntanya i trial.
Es corren en categoria masculina i femenina, i els vencedors són premiats amb medalla d'or i el dret a portar el mallot de l'Arc de Sant Martí durant un any en futurs esdeveniments de la mateixa disciplina.

## Edicions
| Any  | País       | Lloc               |
| ---- | ---------- | ------------------ |
| 2003 | Suïssa     | Lugano             |
| 2004 | Àustria    | Bad Goisern        |
| 2005 | Noruega    | Lillehammer        |
| 2006 | França     | Oisans             |
| 2007 | Bèlgica    | Verviers           |
| 2008 | Itàlia     | Villabassa         |
| 2009 | Àustria    | Graz               |
| 2010 | Alemanya   | Sankt Wendel       |
| 2011 | Itàlia     | Montebelluna       |
| 2012 | França     | Ornans             |
| 2013 | Àustria    | Kirchberg in Tirol |
| 2014 | Sud-àfrica | Pietermaritzburg   |
| 2015 | Itàlia     | Val Gardena        |
| 2016 | França     | Laissac            |
| 2017 | Alemanya   | Singen             |

## Palmarès masculí
| Any  | Or                  | Plata            | Bronze           |
| 2003 | Thomas Frischknecht | Bart Brentjens   | Carsten Bresser  |
| 2004 | Massimo Debertolis  | Thomas Dietsch   | Bart Brentjens   |
| 2005 | Thomas Frischknecht | Bart Brentjens   | Dario Acquaroli  |
| 2006 | Ralph Näf           | Leonardo Páez    | Roel Paulissen   |
| 2007 | Christoph Sauser    | Roel Paulissen   | Thomas Dietsch   |
| 2008 | Roel Paulissen      | Christoph Sauser | Urs Huber        |
| 2009 | Roel Paulissen      | Alban Lakata     | Christoph Sauser |
| 2010 | Alban Lakata        | Mirko Celestino  | Burry Stander    |
| 2011 | Christoph Sauser    | Jaroslav Kulhavý | Mirko Celestino  |
| 2012 | Periklís Ilías      | Moritz Milatz    | Kristian Hynek   |
| 2013 | Christoph Sauser    | Alban Lakata     | Leonardo Páez    |
| 2014 | Jaroslav Kulhavý    | Alban Lakata     | Christoph Sauser |
| 2015 | Alban Lakata        | Christoph Sauser | Leonardo Páez    |
| 2016 | Tiago Ferreira      | Alban Lakata     | Kristian Hynek   |
| 2017 | Alban Lakata        | Tiago Ferreira   | Daniel Geismayr  |

## Palmarès femení
| Any  | Or                     | Plata                  | Bronze                 |
| 2003 | Maja Włoszczowska      | Magdalena Sadlecka     | Sandra Klose           |
| 2004 | Gunn-Rita Dahle        | Irina Kalentieva       | Blaža Klemenčič        |
| 2005 | Gunn-Rita Dahle        | Blaža Klemenčič        | Petra Henzi            |
| 2006 | Gunn-Rita Dahle Flesjå | Petra Henzi            | Elsbeth van Rooy-Vink  |
| 2007 | Petra Henzi            | Sabine Spitz           | Pia Sundstedt          |
| 2008 | Gunn-Rita Dahle Flesjå | Sabine Spitz           | Pia Sundstedt          |
| 2009 | Sabine Spitz           | Esther Süss            | Petra Henzi            |
| 2010 | Esther Süss            | Sabine Spitz           | Annika Langvad         |
| 2011 | Annika Langvad         | Sabine Spitz           | Esther Süss            |
| 2012 | Annika Langvad         | Gunn-Rita Dahle Flesjå | Esther Süss            |
| 2013 | Gunn-Rita Dahle Flesjå | Sally Bigham           | Esther Süss            |
| 2014 | Annika Langvad         | Sabine Spitz           | Tereza Huříková        |
| 2015 | Gunn-Rita Dahle Flesjå | Annika Langvad         | Sabine Spitz           |
| 2016 | Jolanda Neff           | Sally Bigham           | Sabrina Enaux          |
| 2017 | Annika Langvad         | Sabine Spitz           | Gunn-Rita Dahle Flesjå |